# A Normal Lost Phone
A Normal Lost Phone est un jeu vidéo de type fiction interactive développé et édité par Accidental Queens, sorti en 2017 sur Windows, Mac, iOS et Android. La première version du jeu a été développée en game jam en janvier 2016.
L'environnement de jeu se présente comme une interface de smartphone. Ce smartphone, présenté comme trouvé par le joueur au début du jeu, appartient à un jeune adolescent, Sam, qui a disparu. Le joueur est invité à fouiller le téléphone et déverrouiller les différentes applications pour comprendre ce qui est arrivé à l'adolescent.
Le jeu reçoit des critiques mitigées, qui mettent en avant son environnement de jeu original et ses thèmes peu présents dans le jeu vidéo grand public, mais sa courte durée de vie et sa faible difficulté sont critiquées.
Accidental Queens développe ensuite un autre jeu sur le même principe, Another Lost Phone: Laura's Story, sorti en septembre 2017.

## Système de jeu
A Normal Lost Phone est un jeu d'énigmes narratif. L'interface du jeu reprend celle d'un smartphone, comme s'il avait été trouvé par le joueur. Ce dernier doit le fouiller pour retrouver l'identité de son propriétaire. Différentes applications sont disponibles sur l'interface (messagerie, photos, musique, application de rencontre...), dont certaines sont protégées par un mot de passe. Le joueur utilise les informations accessibles dans le téléphone pour déverrouiller ces applications et progresser dans le jeu.
Bien que le joueur ait accès aux applications de messagerie du téléphone, l'utilisation de ces applications n'est pas libre : il ne peut envoyer que certains messages préalablement enregistrés en brouillon. Au cours d'une partie, le joueur reçoit des messages ou des notifications lui fournissant des informations nécessaires à sa progression.

## Trame
Le 31 décembre 2016, le joueur trouve un téléphone perdu dans la ville fictive de Merlen. D'après les messages auxquels le joueur a accès, ce téléphone appartient à Sam, un adolescent qui fête ce jour-là ses 18 ans. Les derniers messages reçus de son père indiquent que Sam a disparu lors de sa fête d'anniversaire et que sa famille s'inquiète. En fouillant dans d'autres discussions, dans les albums photos et dans les applications du téléphone, le joueur tente de comprendre ce qui est arrivé à Sam et pourquoi il a trouvé son téléphone.

## Développement
Le premier prototype du jeu a été développé en 48h lors de la Global Game Jam de janvier 2016,. L'équipe de la game jam ayant conçu le jeu était composée d'Elizabeth Maler, Diane Landais, Estelle Charrié et Rafael Martínez Jausoro. Ce premier prototype gratuit attire l'attention de la presse spécialisée et de figures de l'industrie vidéoludique, comme Sam Barlow. Les auteurs du jeu sont notamment invités à la GDC de San Francisco et à l'E3 2016.
L'équipe de développement, basée à Tourcoing, a ensuite lancé un financement participatif sur Ulule pour pouvoir en réaliser une version commerciale. Le projet a récolté 11 227 euros pour 10 000 euros demandés. Trois nouvelles personnes ont rejoint l'équipe initiale pour la phase suivante, notamment Miryam Houali, qui devient cofondatrice d'Accidental Queens avec Diane Landais et Elizabeth Maler.
La version finale du jeu, éditée par Playdius (devenu depuis Dear Villagers) sort en janvier 2017 sur Steam.

## Accueil

### Critiques
Selon l'agrégateur de critiques Metacritic, le jeu reçoit des notes mitigées pour les versions Switch et PC, et généralement favorables pour la version mobile (iOS/Android).
John Walker, du site Rock, Paper, Shotgun, et Megan Farokhmanesh, de The Verge, soulignent la qualité de l'écriture du jeu sur des sujets sensibles et l'inconfort que provoque le fait de fouiller le téléphone d'un inconnu, même si cela est fait pour de bonnes raisons. John Walker retient que c'est l'interface intégralement diégétique du jeu qui permet de susciter ce sentiment d'inconfort.
En France, Erwan Higuinen, des Inrocks, souligne également la qualité d'écriture du jeu, qui compense la faiblesse de ses énigmes et de son gameplay.

### Récompenses.
Lors des Development awards de Game Connection Europe de 2016, le jeu a reçu le prix du meilleur jeu indépendant.
Lors de l'Independent Games Festival 2017, le jeu a reçu une mention honorable dans la catégorie Excellence en Narration.
Lors de la cérémonie des Women in Game Mobile Awards de 2017, le jeu a reçu le Grand Prix.
En septembre 2017, le jeu s'était écoulé à plus de 100 000 exemplaires.
Une suite, Another Lost Phone: Laura's Story est sortie le 21 septembre 2017.